# Kiek in de Kök (Tallinn)
La Kiek in de Kök di Tallinn è una torre che deve il suo nome al soprannome in antica lingua tedesca delle torri che facevano parte delle fortificazioni delle città medioevali (letteralmente: Occhiata nella cucina) le quali presero questo nome dalla possibilità dalla cima della torre di vedere nelle cucine delle case vicine. La torre è situata nella Città Vecchia medioevale ed è una torre di artiglieria, costruita nel 1475. È alta 38 metri e ha muri di spessore di quattro metri. Fu gravemente danneggiata durante la Guerra di Livonia, ma non è mai crollata. Palle di cannone, sparate da Ivan il Terribile e antecedenti al 1577, sono ancora visibilmente incastrate mei muri perimetrali esterni.

## Storia

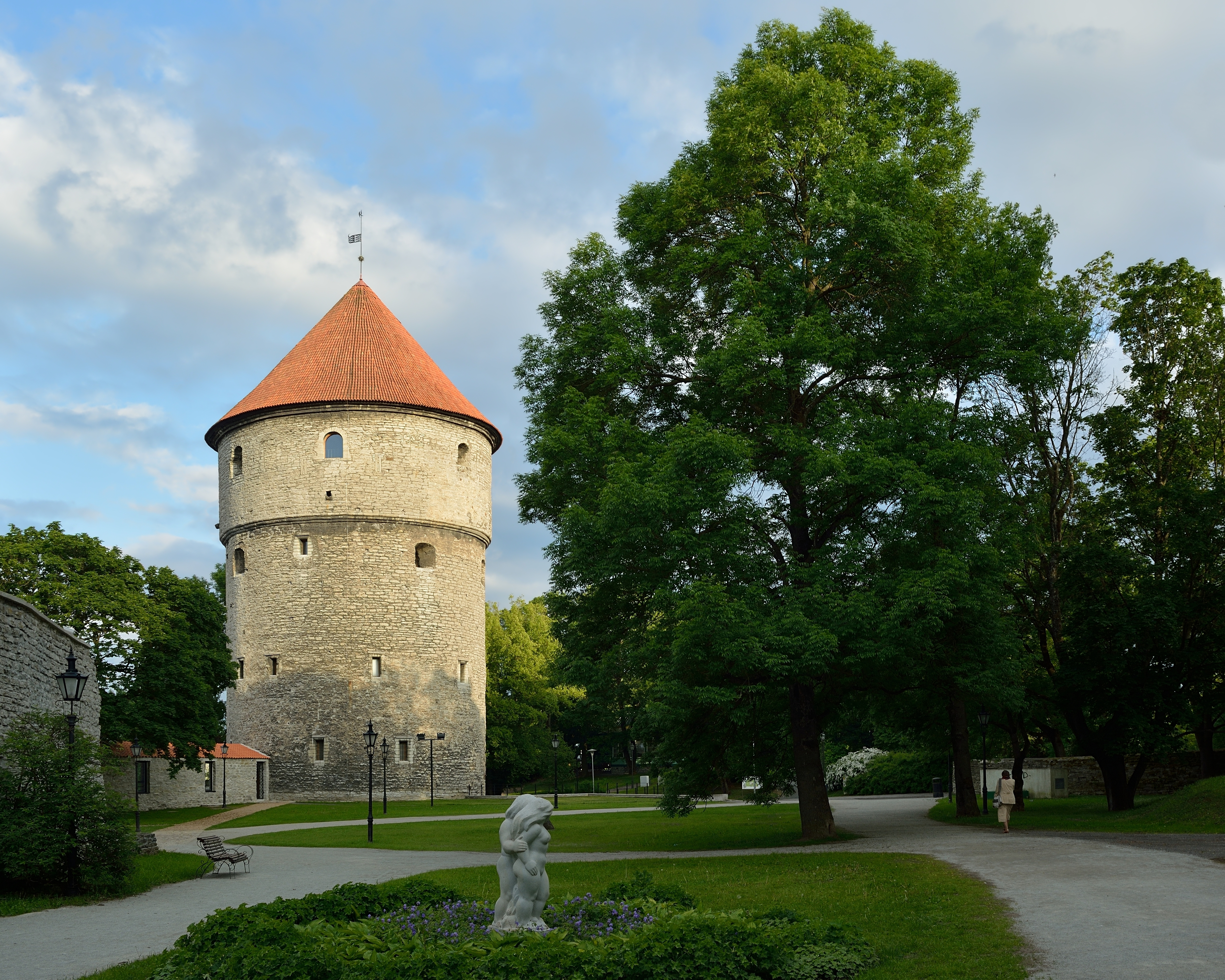
Kiek in de Kök, a Tallinn.

Durante tutto il suo periodo di attività la torre fu intensamente rimodellata. Lavori durante il XVI - XVII secolo videro i due piani bassi sparire, nascosti da lavori sul terreno, ed i piani superiori dotarsi di nuove aperture per altri cannoni.
Il piano più elevato venne dotato di un nuovo muro esterno ed una soffittatura, con tetto a tegole.
Dal 1760 la torre fu considerata antiquata. Da questo periodo divenne un archivio, un deposito, ed alcuni piani furono convertiti in appartamenti.

## Sito storico e museale
Dall'ultimo restauro avvenuto nel XX secolo la torre e l'area circostante sono ritornate al loro splendore originario. La torre ora ospita un museo di storia estone, che illustra la nascita e lo sviluppo della capitale estone  ed una galleria fotografica. Dalla cima della torre è possibile ammirare uno strepitoso panorama della città di Tallinn